# IC 3036
IC 3036 ist eine Spiralgalaxie vom Hubble-Typ Sm im Sternbild Jungfrau auf der Ekliptik. Sie ist schätzungsweise 13 Millionen Lichtjahre von der Milchstraße entfernt. Unter der Katalognummer VCC 48 wird sie als Mitglied des Virgo-Galaxienhaufens gelistet.
Im selben Himmelsareal befinden sich u. a. die Galaxien IC 768, IC 769, IC 3039, IC 3041.
Das Objekt wurde am 7. Mai 1904 von Royal Harwood Frost entdeckt.